# Legio III Isaura
Legio III Isaura (III Ісаврійський легіон) — римський легіон часів пізньої імперії.

## Історія
Було створено близько 278 року імператором Пробом (разом з Legio I Isaura Sagittaria та Legio II Isaura) для війни з племенами ісаврів у горах Тавра (в гірській частині Кілікії). Спочатку чисельність складала 2000 легіонерів. Значна частина складалася з лучників, що відобразилося у назві (Sagittaria). Звитяжив під час приборкання ісаврів.
За наказом Ліцинія I чисельність збільшена до 6000 легіонерів, оскільки ісаври, скориставшись розгардіяшем в імперії, знову повстали. Під час реформи Костянтина I у 320-х роках чисельність легіону зменшилася до 2000 легіонерів. З 350 року як псевдокомітати розташовувався у місті Селевкія в Ісаврії.
У 354 році (разом з Legio I Isaura Sagittaria та Legio II Isaura) під орудою коміта Кастриція звитяжно захищав місто від ісаврів та кілікійців.
У 365–366 роках зберіг вірність імператору Валенту, а потім брав участь у боротьбі з узурпатором Прокопієм. Після поразки останнього, а потім іншого узурпатора Марцелла легіон перебував на північному заході Малої Азії. У 368 році повернувся до Селевікії Ісаврійської, де продовжував виконувати завдання лімітанів (прикордонників), але було підвищено до псевдокомітатів (польової піхоти).
На початку V ст. відповідно до Переліку почесних посад (Notitia Dignitatum) все ще перебував в Ісаврії, підпорядковувався Comes per Isauriam (коміта Ісаврії). Ймовірно продовжував виконувати ці завдання по кінця століття.